# Heyerbergkapelle

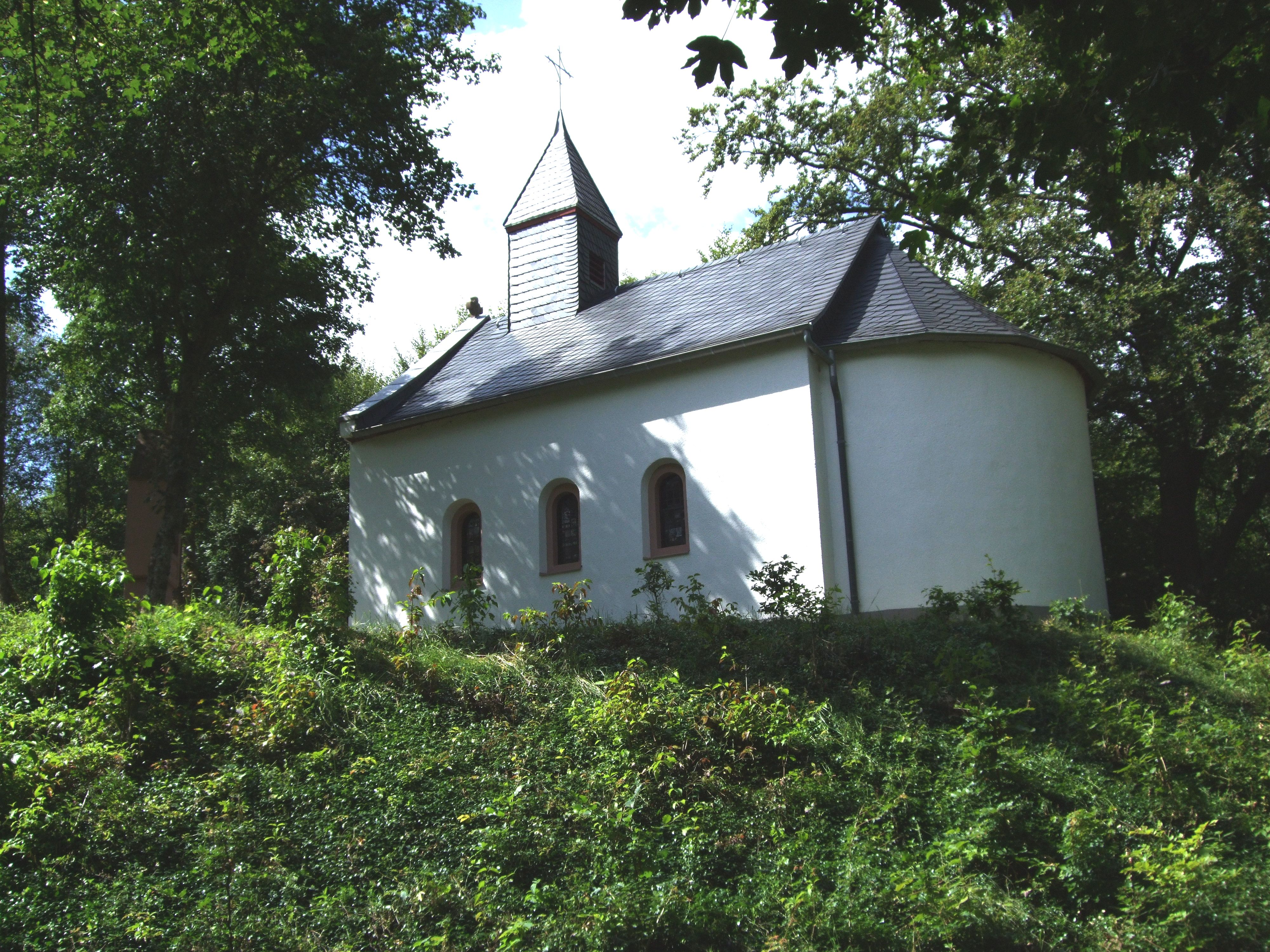
Heyerbergkapelle

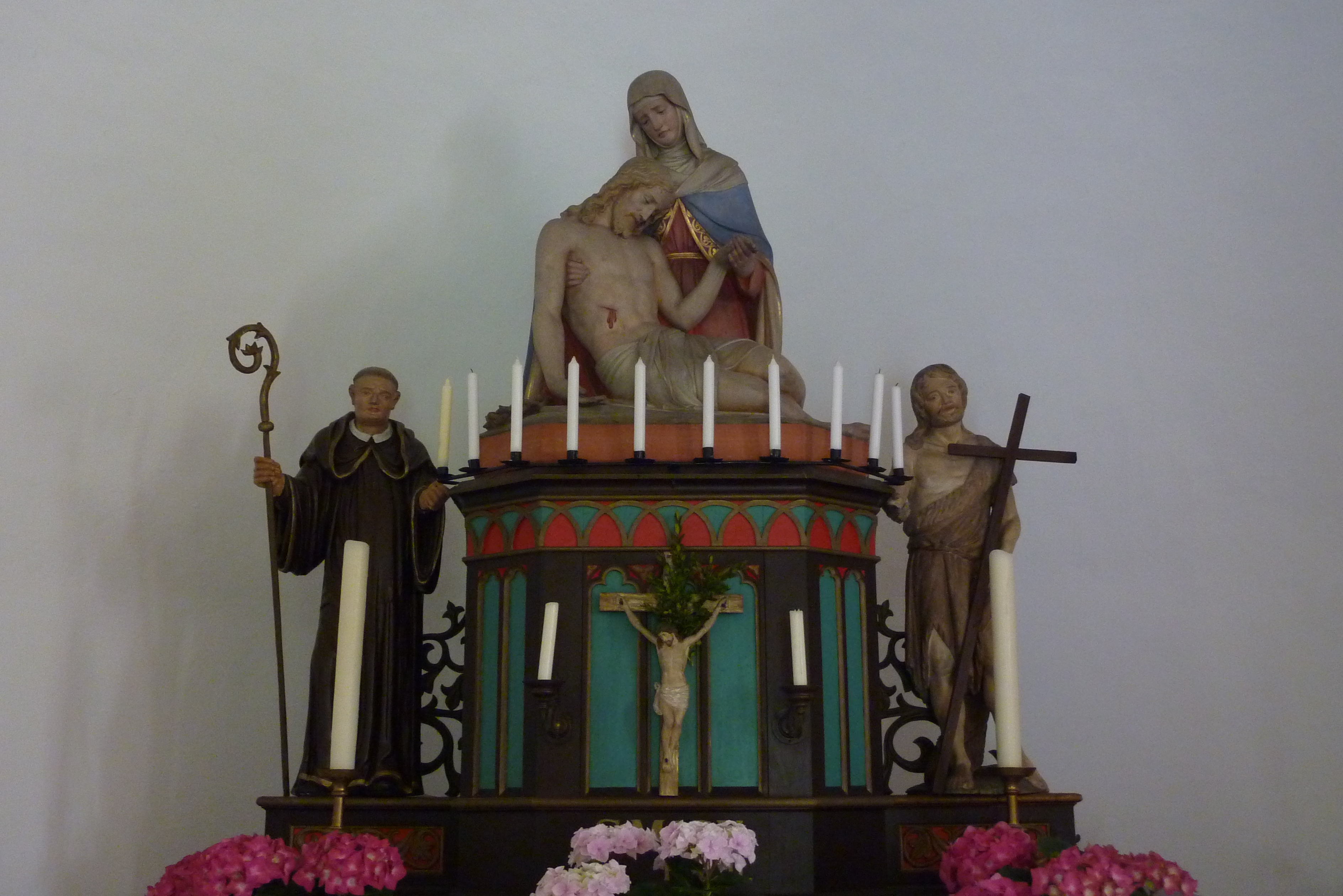
Altar der Heyerbergkapelle

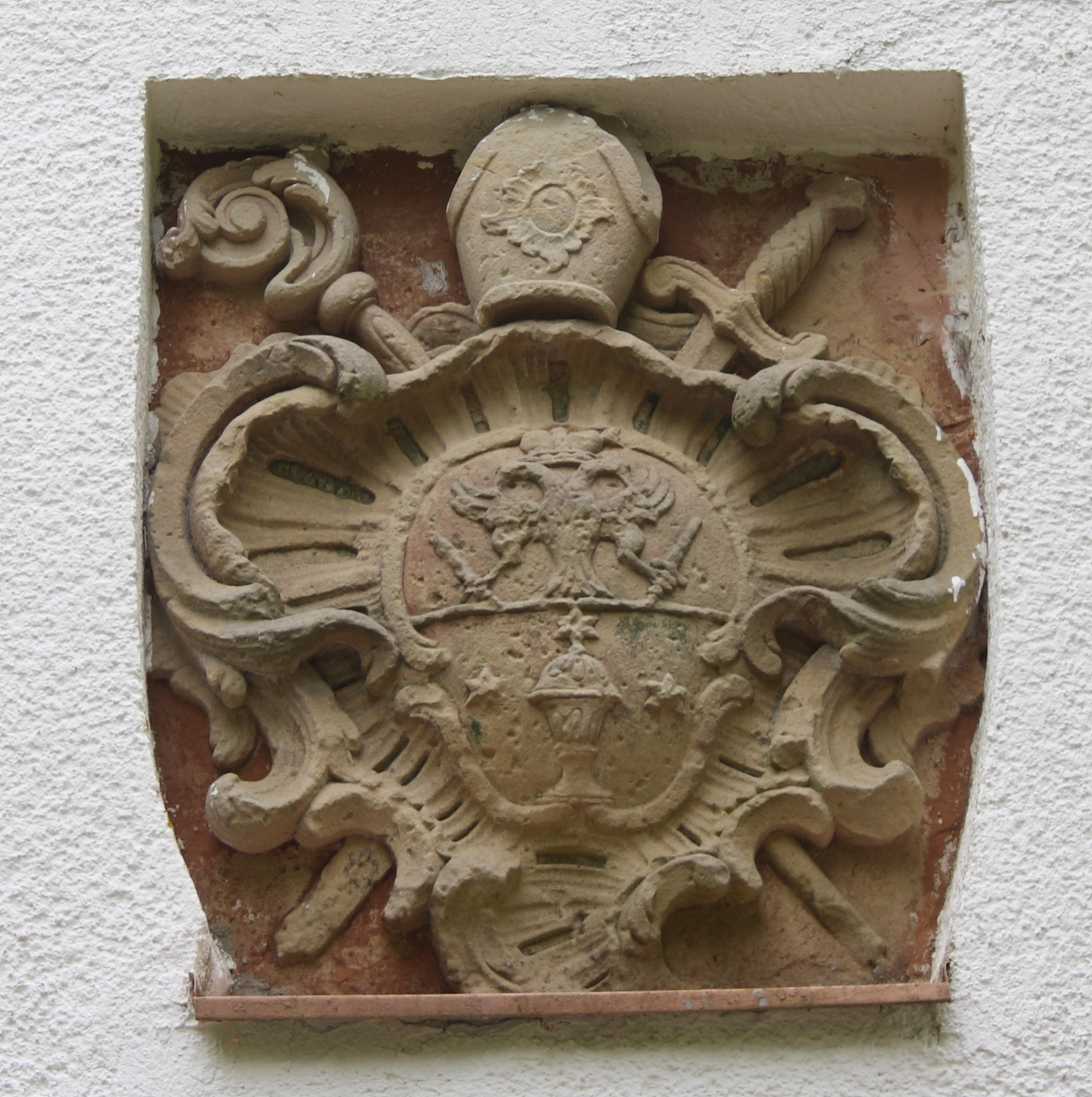
Wappenstein aus Hof Heyer (mit dem Doppelkopfadler der Reichsabtei St. Maximin, Trier)

Die Heyerbergkapelle (auch Borler Kapelle genannt) ist eine 1875 fertiggestellte neuromanische Kapelle, die sich etwa 1.200 Meter südwestlich von Borler, einer Ortsgemeinde im Landkreis Vulkaneifel in Rheinland-Pfalz, befindet. Sie steht auf dem bewaldeten Heyerberg und ist seit 1992 ein geschütztes Kulturdenkmal.

## Geschichte
Schon vor 1600 bestand auf dem Heyerberg eine Burgkapelle, die als Grablege der Herren von Heyer diente. Um die Kapelle war ein Friedhof für das Dienstpersonal von Haus und Hof Heyer sowie für die Bürger aus Borler angelegt. Die Gebäude der Herren von Heyer und die Kapelle wurden in der ersten Hälfte des 19. Jahrhunderts im Zuge der Säkularisation als Steinbruch freigegeben und abgerissen. 1874 wurde mit dem Bau der jetzigen Heyerbergkapelle begonnen. Der Neubau wurde als testamentarische Verfügung eines Borler Bürgers, versehen mit einer Stiftung von 365 Talern, initiiert. Am 13. September 1875 erfolgte die Einsegnung. 1952 ist eine umfassende Restaurierung der Kapelle vorgenommen worden.

## Architektur
Der dreiachsige Saalbau mit halbrunder Apsis wurde der schmerzhaften Muttergottes geweiht. Über dem Portal befindet sich das ehemals über der Hoftür von Hof Heyer angebrachte steinerne Wappen der Reichsabtei St. Maximin. Die rundbogigen Fensteröffnungen sind mit ornamentalen Bleiglasfenstern geschlossen. Auf dem geschieferten Satteldach des Schiffes sitzt ein Dachreiter, der von einem Kreuz bekrönt wird.

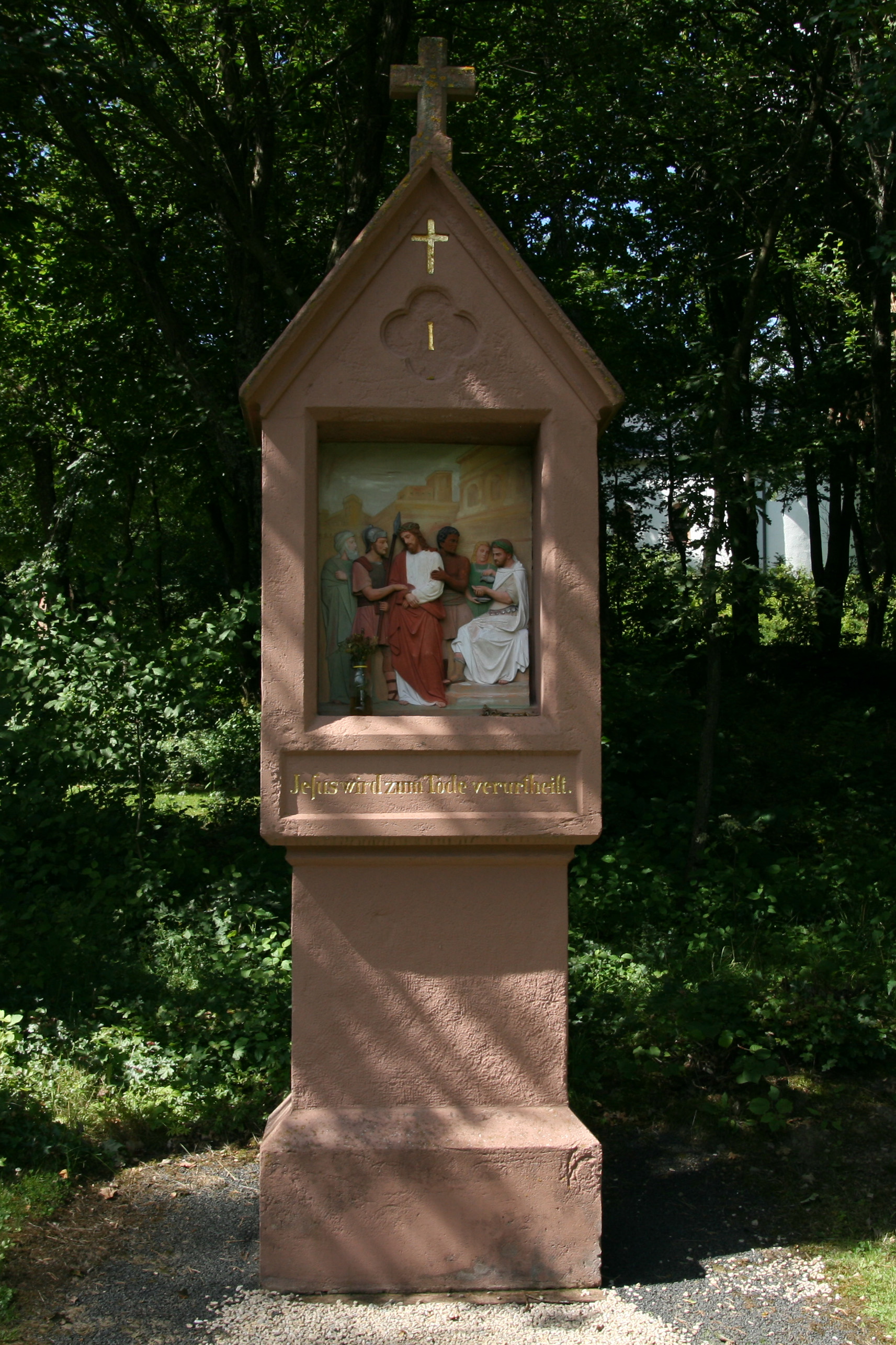
Kreuzwegstation

## Ausstattung
Der Altar von Seibert Maur aus Leudersdorf wird von einer Pietà dominiert, die aus einer Trierer Werkstatt stammt. Rechts und links stehen Statuen des hl. Leonhard und Johannes des Täufers.
Die doppelflügelige Tür wurde im Zuge der Restauration durch den Schreiner Alois Daniels aus Bodenbach als Stiftung (zum Dank für unbeschädigte Rückkehr aus der Schlacht von Stalingrad und anschließender sowjetischer Kriegsgefangenschaft) angefertigt.

## Kreuzweg

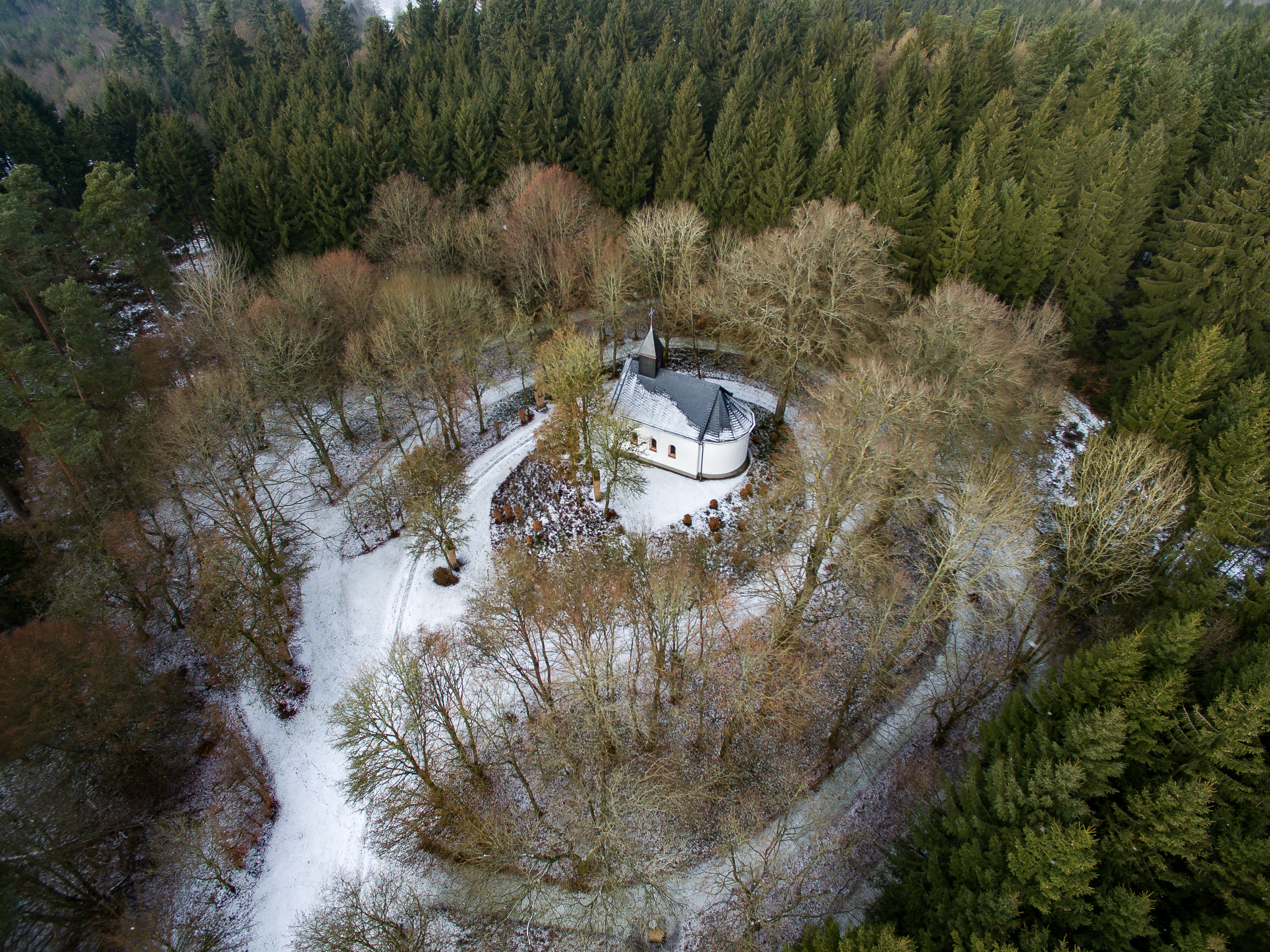
Aus der Luft ist der konzentrisch angelegte Kreuzweg um die Kapelle erkennbar

An der Kapelle befindet sich ein 1878 geschaffener Kreuzweg mit 14 Stationen.
Einige der vom alten Friedhof erhaltenen Grabkreuze sind auf dem Weg von Borler hinauf zur Heyerkapelle aufgestellt (s. a. Liste der Kulturdenkmäler in Borler). Auch heute noch werden an diesen Kreuzen in einem Pilgerzug zur Kapelle die sog. „Foßfällcher“ (Fußfälle) gebetet, wenn jemand aus Borler verstorben ist.